# Четници у стрипу
Југословенска војска у отаџбини (односно четници), била је тема и стрипова, чинећи сопствени микрожанр. Први познати случајеви су стрипови америчких издавача у Другом светском рату, као део пропагандне подршке напорима европских савезника, укључујући и Краљевину Југославију са владом у лондонском егзилу и ЈВуО као антифашистичком герилом у окупираној земљи. 
У неким случајевима, попут америчких, четници су главни и позитивни јунаци, док су у другим, попут југословенских стрипова из времена Титове Југославије, били приказани као негативци или успутни непријатељи главних јунака. Трећи приступ је онај који је одабрао Хуго Прат (аутор серијала Корто Малтезе) у албуму Морган, где је приказана резигнација четника као чланова војног покрета који се борио против окупатора, да би га на крају издали сопствени западни савезници, Британци.
Због геополитичке промене 1945. и одлуке Велике Британије да подржи успостављање комунистичке републике у Југославији, четнички стрип гасне јер је изгубио подршку америчких издавача, али и своју југословенску социјалну базу поразом ројалистичког покрета. За разлику од партизанског стрипа, четнички је већином остао на нивоу микрожанра, који је постојао само у једном историјском контексту. 
Након распада Југославије у 1990-им било је повремених покушаја обнове четничког стрипа, попут стрипа „Ђенерал Дража“ Миодрага Милановића и Стеве Маслека, али без трајнијих резултата. Са законским изједначавањем статуса два антифашистичка покрета у Србији - комунистичког и ројалистичког - у првој деценији 21. века, створена је клима друштвене прихватљивости четништва као теме популарне културе, што се одражава на четнички микрожанр у целој популарној култури, са потенцијалом и за стрип.

## Амерички стрип
За време Другог светског рата водећи издавачи стрипова у Сједињеним Америчким Државама, ДЦ и Марвел (тада Тајмли), издавали су стрипове о четницима и њиховој борби против фашиста. Прелиминарна библиографија укључује и:
- , v2#8[20], March, 1942, Садржај: 3. "The Chetniks", Ted O'Neil of the R.A.F. Characters: Ted O'Neil (American Ace); Hinky Davis (his friend).
- , #6, September, 1942, Садржај: "Chief of the 'Chetniks'". New York, Parents' Magazine Institute.
- , # 8, новембар 1942, . Садржај: 4. “Draja Mihailovitch: The Yugoslav MacArthur”, насловница: .
- , # 14, децембар 1942, . Садржај: 3. “Mission to Yugoslavia”, сценарио и цртеж Fred Guardineer. 8. “The Chumps and the Chetniks”, Shot and Shell, сценарио и цртеж .
- , # 36, фебруар 1943, Fawcett Comics. Садржај: 1. “Liberty for the Chetniks”, цртеж Emmanuel Mac Raboy (касније цртач Флаша Гордона).
- , # 35, мај 1943, Standard Comics, Nedor Group. Садржај: 2. “”.
- , # 3, јесењи број, септембар 1943, Timely Comics (касније „Марвел“). Садржај: 10. “The Origin of Red Hawk”, са јунаком Jan Valor; цртеж George Klein. Насловница .
- , # 1, јун-јул 1946, Harvey Comics. Садржај: 3. “The Story of the Fighting Chetniks”, приписано ауторство: Arthur Cazeneuve.

## Југословенски стрип
- Мирко и Славко, серијал Десимира Жижовића Буина и сарадника
- Поручник Тара, серијал сценаристе Светозара Обрадовића и цртача Бранислава Керца
- Троје несаломљивих, серијал сценаристе Светозара Обрадовића и цртача Бранислава Керца
- Ђенерал Дража, серијал сценаристе Миодрага Милановића и цртача Стеве Маслека

## Италијански стрип
- Морган, једнократни албум, сценарио и цртеж Хуго Прат.